# Chapelle Notre-Dame-de-Nazareth d'Entrechaux
Pour les articles homonymes, voir Chapelle Notre-Dame-de-Nazareth.
La chapelle Notre-Dame-de-Nazareth est une chapelle romane située à Entrechaux, dans le département français de Vaucluse en région Provence-Alpes-Côte d'Azur.
Cette chapelle du XIIe siècle constitue un des plus beaux exemples d'art roman provençal inspiré de l'antique, au même titre que l'église de Saint-Restitut, le prieuré du Val des Nymphes près de La Garde-Adhémar, la cathédrale Notre-Dame-des-Doms d'Avignon, la chapelle Saint-Quenin de Vaison-la-Romaine, la chapelle Notre-Dame d'Aubune et l'église Notre-Dame-du-Lac du Thor.

## Historique
Entrechaux compte trois chapelles romanes : Notre-Dame-de-Nazareth, Saint-Laurent et Saint-André.
La chapelle Notre-Dame-de-Nazareth, située à la sortie nord-est du village d'Entrechaux sur la route de Mollans-sur-Ouvèze a été construite avec les débris d'un temple romain dédié à Diane datant du règne d'Auguste. En réemploi a été retrouvée en 1828 une pierre épigraphique à la gloire de Quintus Pompée, flamine du divin Jules et préfet des Voconces ainsi qu'un bas-relief du berger Attis, amant de Cybèle, mère de Jupiter.
Le porche et le clocher ont été ajoutés au XIXe siècle, : le clocher arcade qui domine la façade date plus précisément de 1818.

## Architecture

### Façade
La partie haute de la façade présente une intéressante décoration que le porche moderne ne permet pas d'admirer pleinement.
Cette décoration, partiellement inspirée de l'antique, consiste en une fenêtre encadrée de pilastres cannelés et d'arcatures aveugles.
Le sommet de la façade est orné d'une  pierre « au joueur de crouth » (petite lyre carrée d'origine galloise ou irlandaise du Xe ou  XIe siècle).

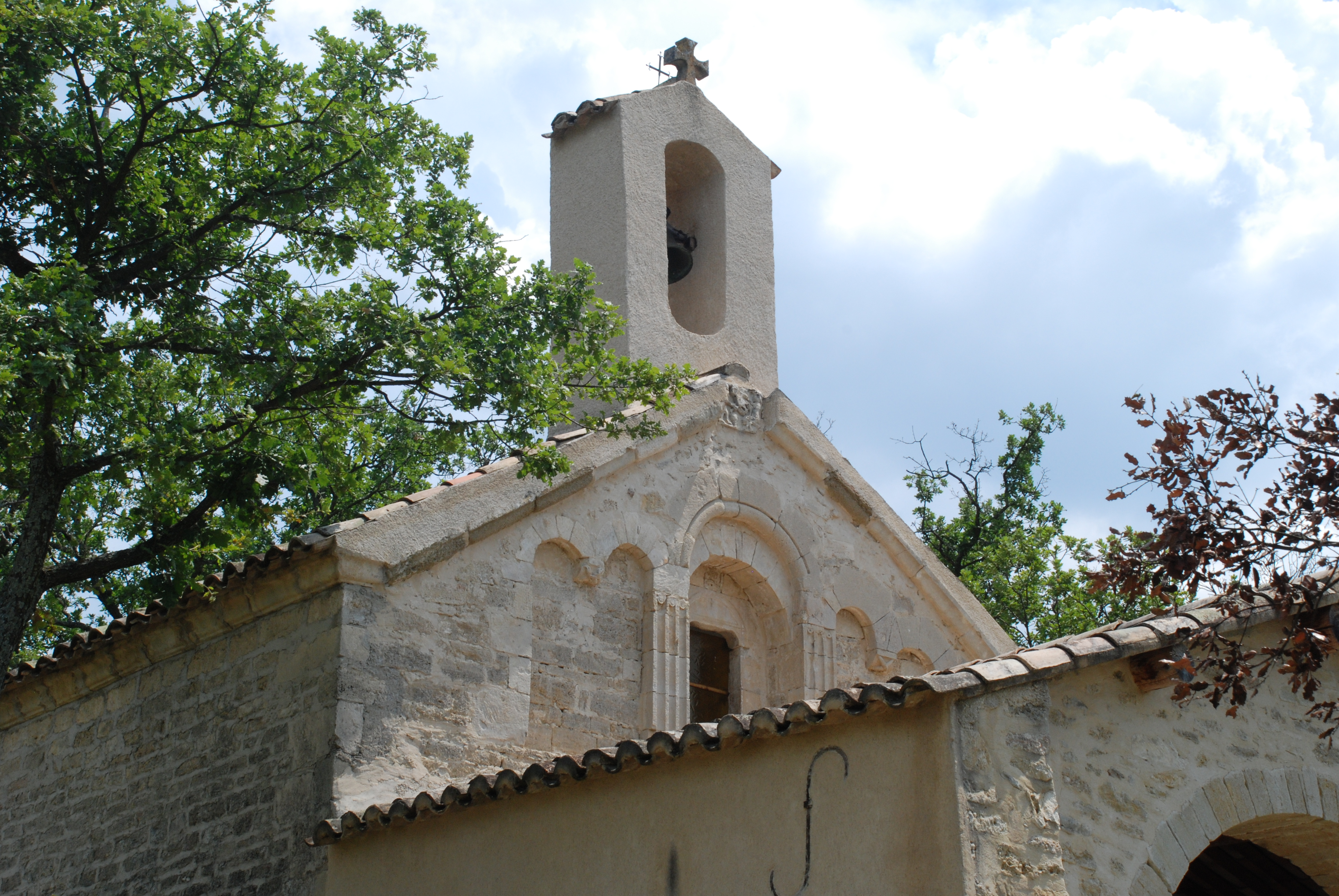
La façade et le clocher.
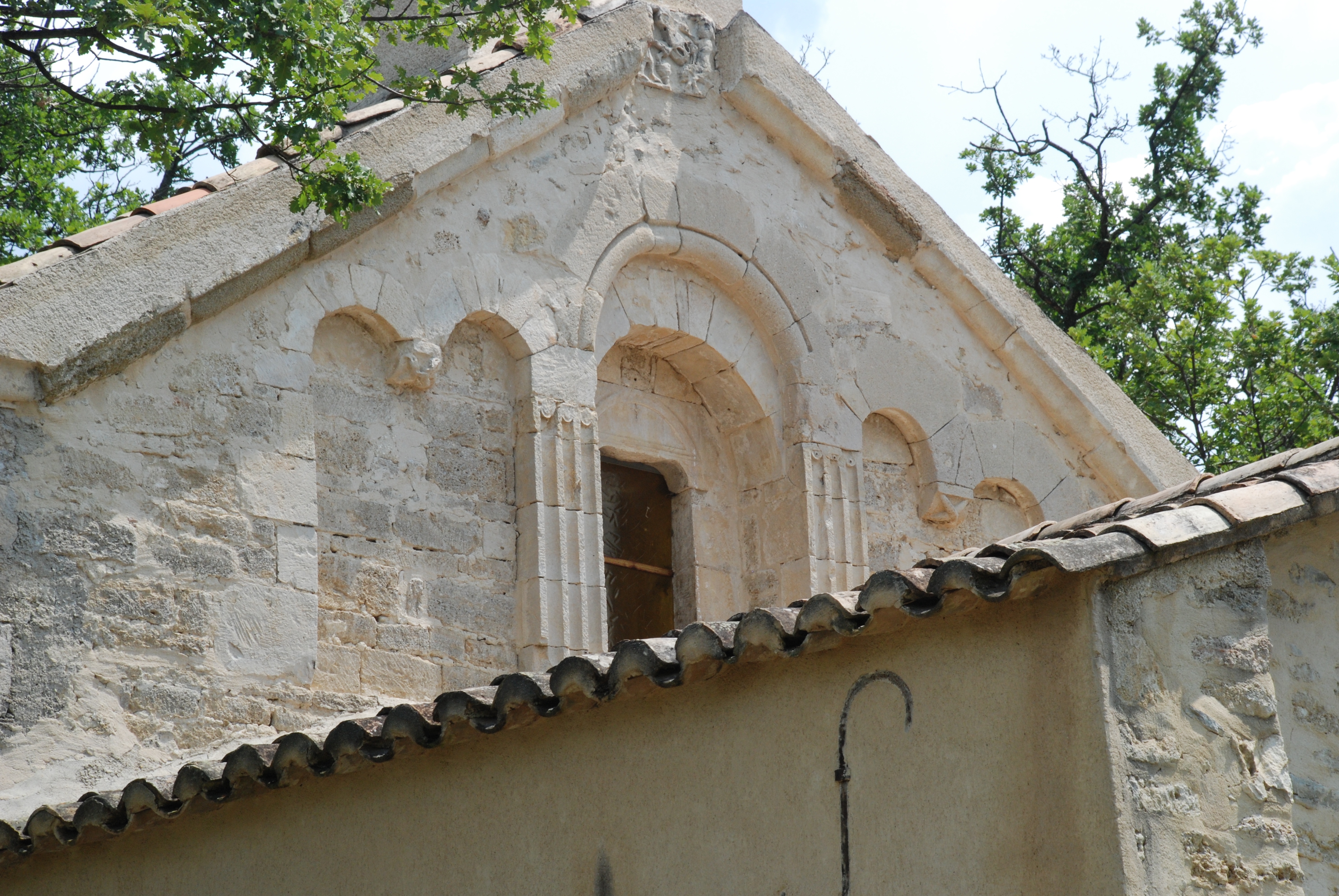
La fenêtre encadrée de pilastres et surmontée du joueur de crouth.

### Porte d'entrée
La porte d'entrée, abritée sous le porche moderne, présente également une décoration à l'antique : ses côtés sont ornés de pilastres cannelés et sont précédés de colonnes au fût lisse surmontées de chapiteaux ornés de palmettes et de feuilles d'acanthe.
La porte est surmontée d'un linteau sculpté d'une tête de bovidé et d'un tympan au motif rayonnant qui a été identifié comme un cadran solaire.

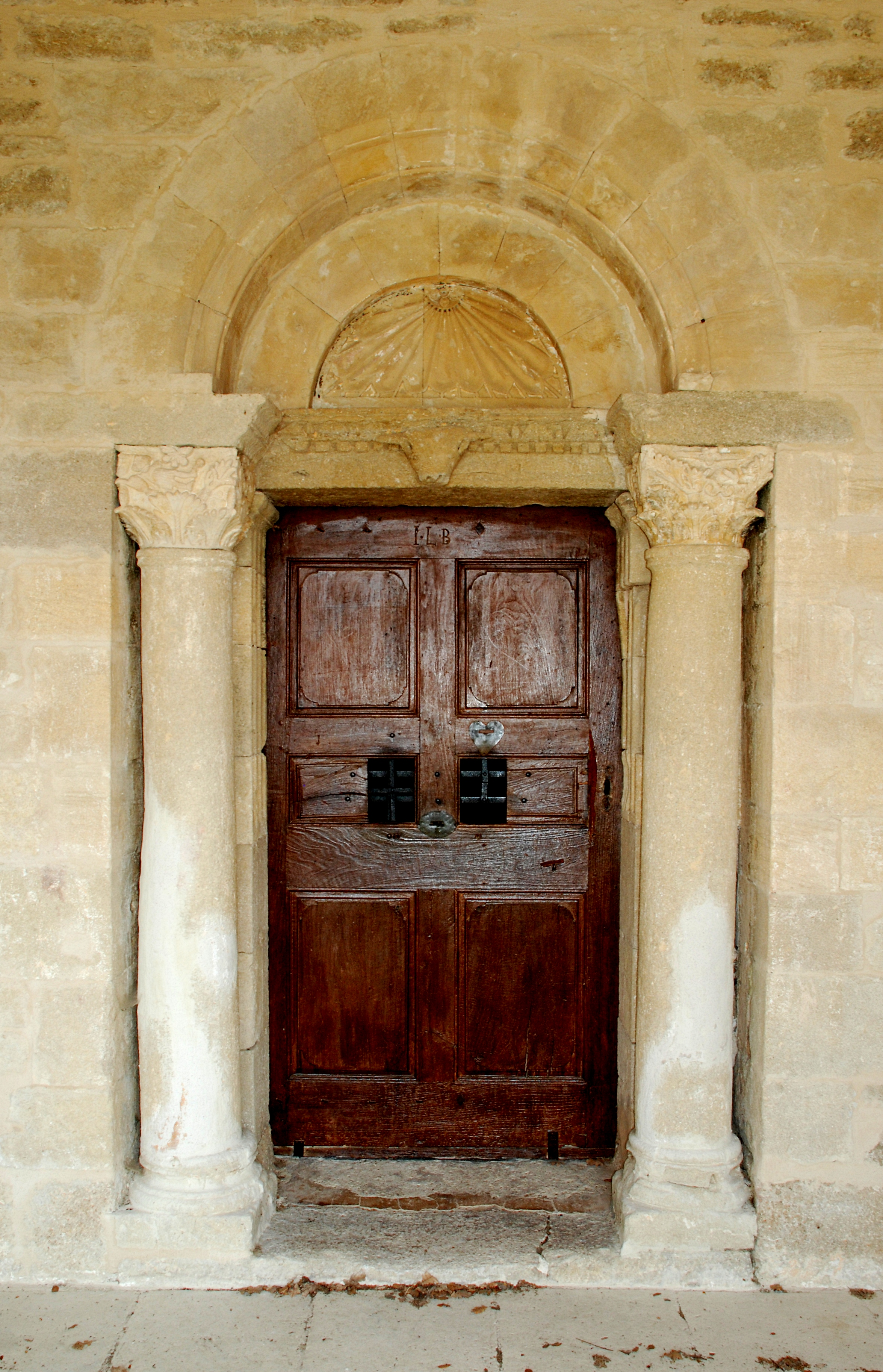
La porte d'entrée.
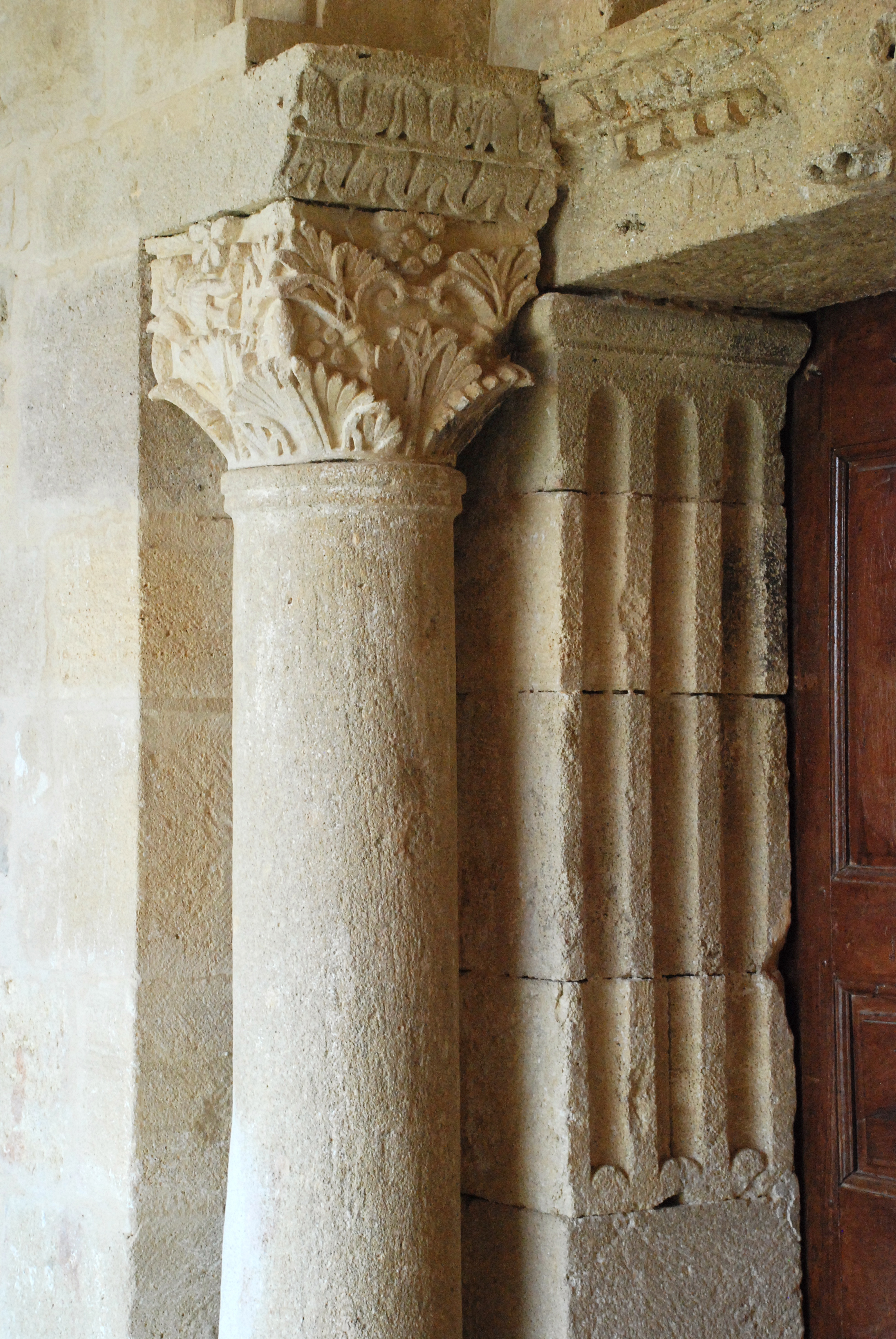
Colonne et pilastre.
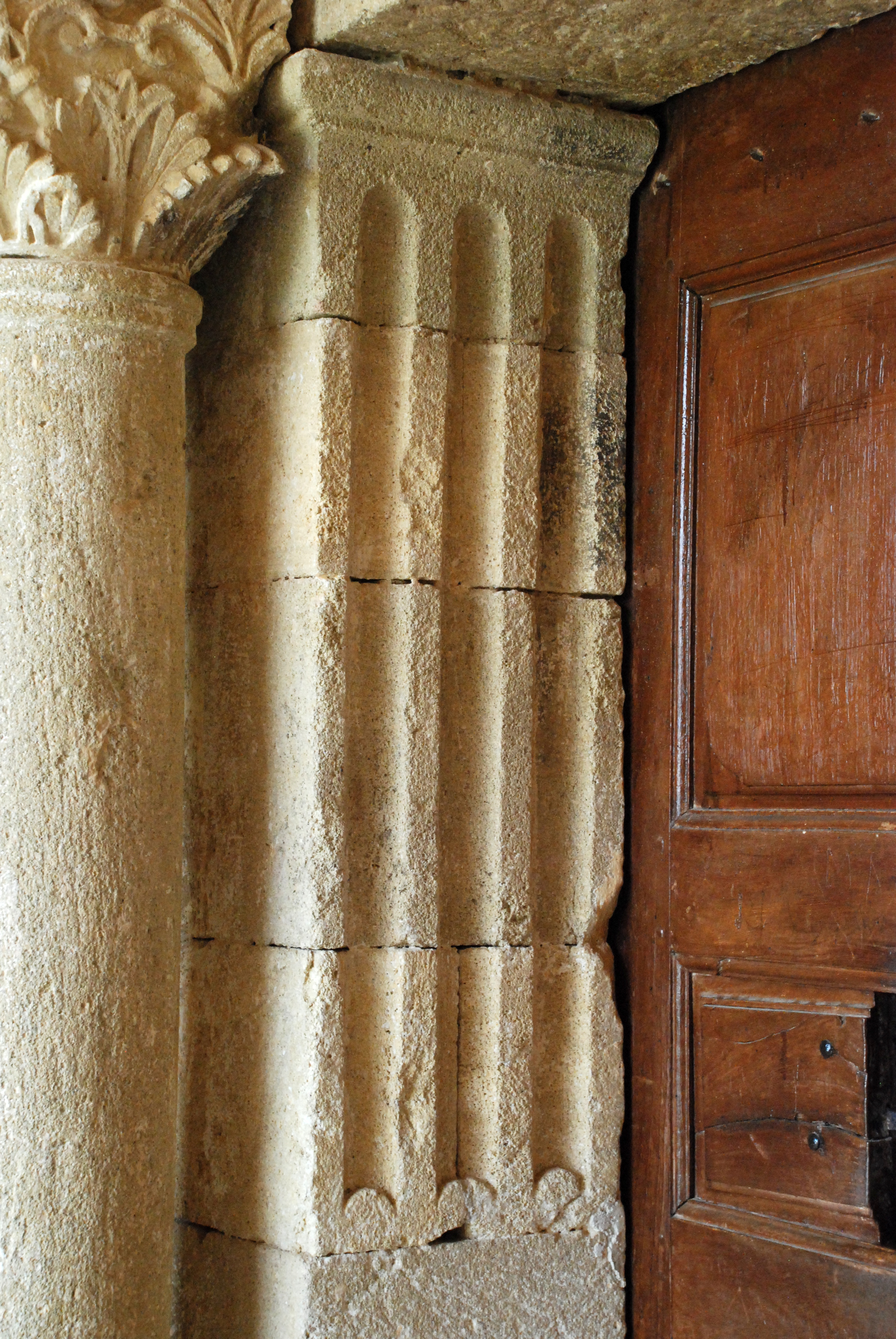
Pilastre.
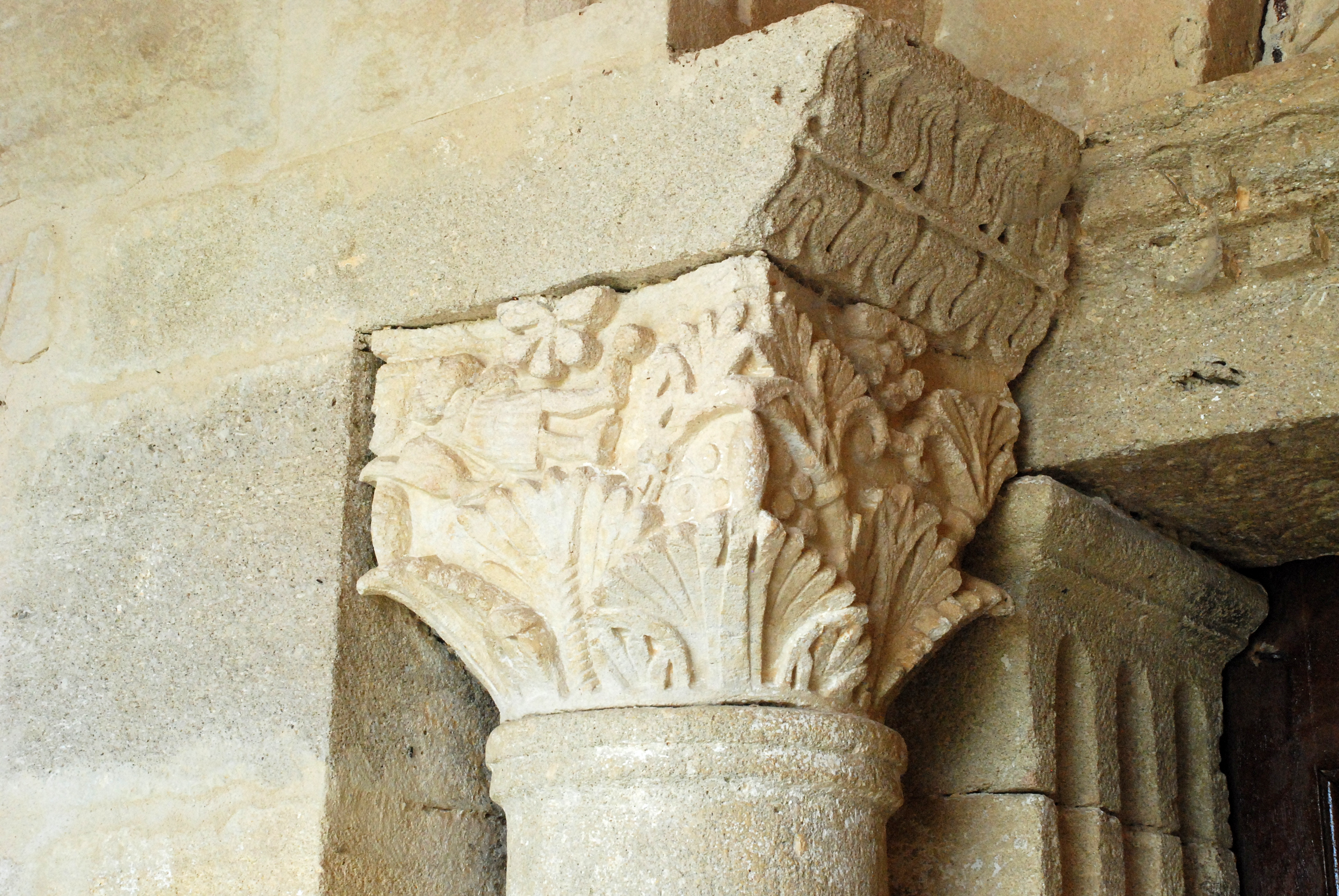
Le chapiteau gauche.
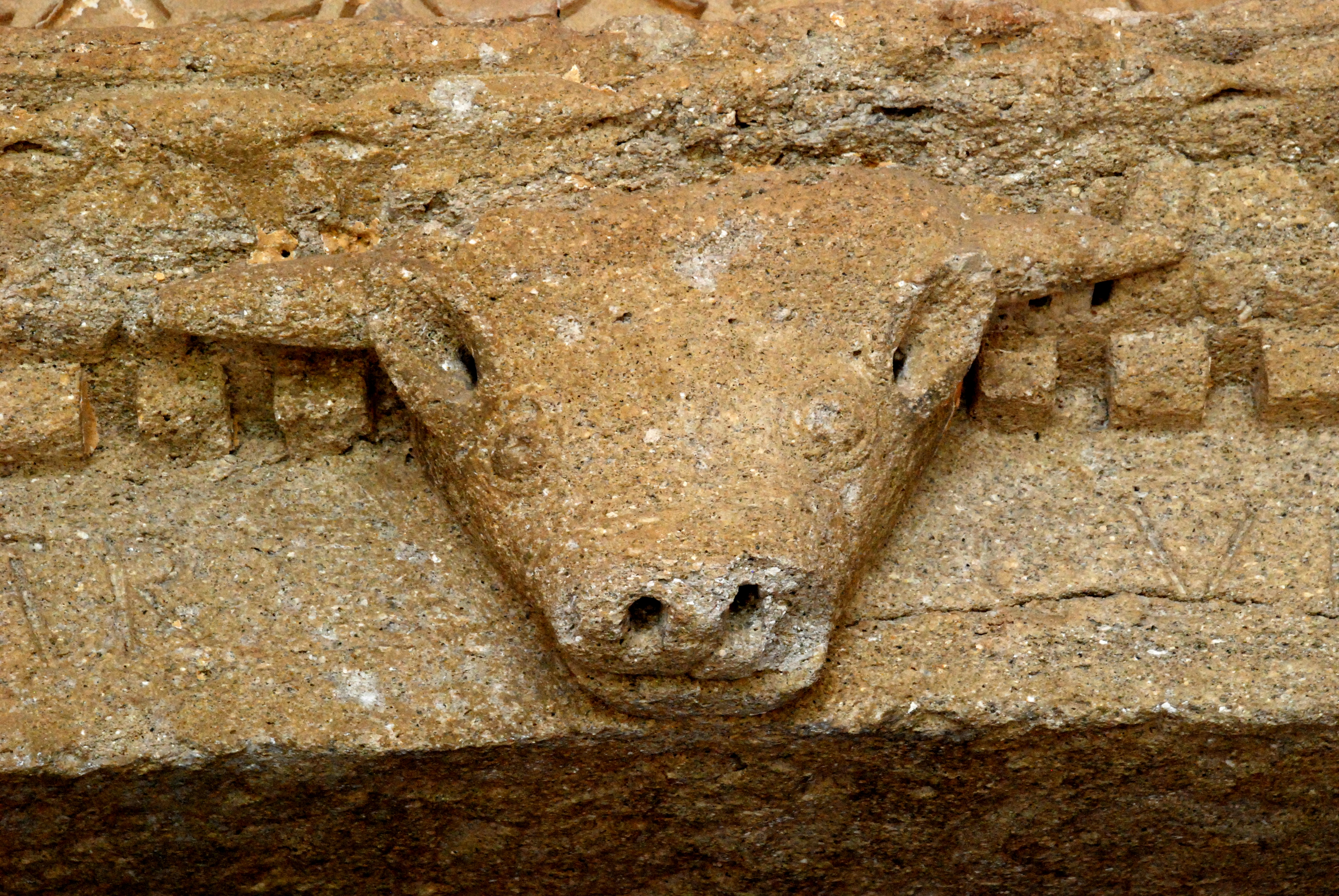
La tête de bovidé ornant le linteau.
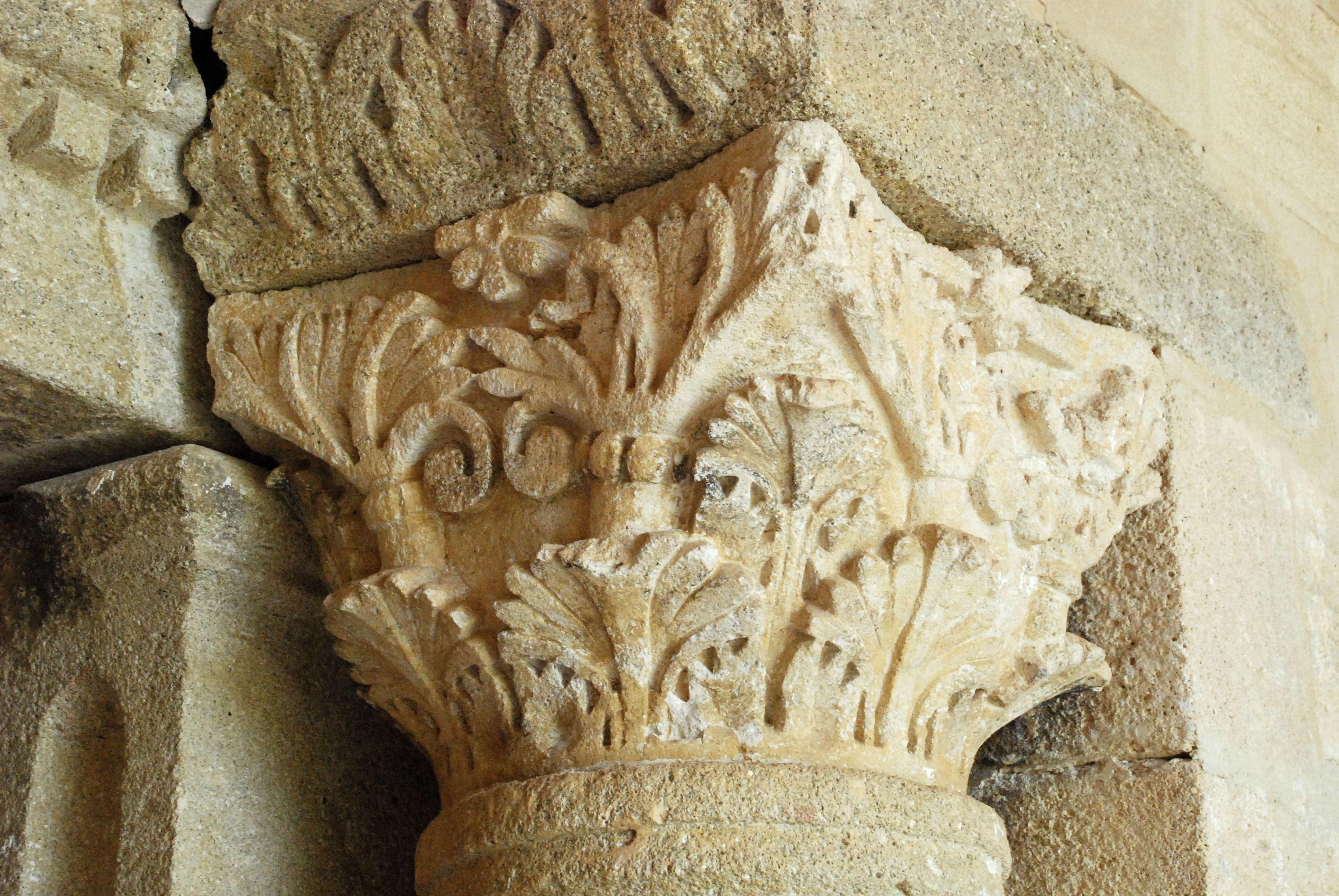
Le chapiteau droit.

Le style des personnages cachés dans les rinceaux de la frise et épousant la forme du chapiteau, permettent de rapprocher cet ensemble des autres édifices proches : Notre Dame du Groseau de Malaucène et surtout de la frise qui court sur l'abside de la chapelle Saint Quenin de Vaison la Romaine. Ce serait l'œuvre d'un même atelier.

### Ornementation
Cette chapelle est l'une des plus décorées de la Haute-Provence tant extérieurement qu'intérieurement. L'intérieur est orné de peintures murales en trompe-l'œil du XVIIe siècle. À l'extérieur est mis en scène un véritable bestiaire : monstre crachant des flammes, tête de bovidé, cheval et son cavalier, etc. ainsi qu'une kyrielle de motifs sylvestres : rosace, palmette, feuille d'acanthe, pomme de pin, etc.